# Scraptia cribraria
Scraptia cribraria is een keversoort uit de familie bloemspartelkevers (Scraptiidae). De wetenschappelijke naam van de soort is voor het eerst geldig gepubliceerd in 1925 door Champion.